# Cortex Command
Cortex Command es un juego de acción de desplazamiento lateral bidimensional desarrollado por el estudio sueco Data Realms desde 2001.

## Jugabilidad
El jugador asume el rol de un "cerebro" estático o móvil, que puede tomar control de otras unidades compradas para lograr objetivos. Las misiones varían desde tareas como recuperar un chip de control en una cueva llena de zombis, hasta defender el cerebro de un ataque. Como el cerebro es débil, el jugador debe administrar sus recursos con cuidado, protegiendo el cerebro, extrayendo oro y luchando contra los enemigos.
El juego incluye la posibilidad de que los jugadores creen modificaciones (adiciones y cambios al juego) con la aplicación de programación Lua incorporada y secuencias de comandos simples.

## Desarrollo
El motor del juego fue diseñado y construido por Dan Tabár, utilizando varias bibliotecas de código abierto. La interfaz gráfica de usuario fue construida por Jason Boettcher, el trabajo artístico es de Arne Niklas Jansson, la versión de macOS es de Chris Kruger, y la versión de Linux fue desarrollada por Jesús Higueras.
El juego se lanzó primero como una versión beta abierta y luego se puso a la venta con una versión de demostración por tiempo limitado también disponible.
En mayo de 2008, se dijo que el juego estuvo en desarrollo durante aproximadamente siete años, y Dan Tabár dejó su trabajo a mediados de 2006 para trabajar a tiempo completo en el proyecto. No se produjeron versiones para consolas de videojuegos. El juego permite modificar varios componentes mediante archivos Lua e INI, como escenas (o niveles), actores, armas y más. Las influencias del juego incluyen la serie X-COM: UFO Defense.
El 28 de septiembre de 2012, el juego finalmente se lanzó en la versión 1.0 para Windows y Mac OS X a través de Steam y para Linux el 7 de octubre.   
En julio de 2019, el código fuente se publicó como software de código abierto bajo la licencia de software AGPL-3.0 únicamente en GitHub. 
La banda sonora del juego fue compuesta por Danny Baranowsky.

## Historia
A pesar del hecho de que la historia principal ha sido descartada, Cortex Command tiene algo de historia de fondo. En algún momento, en un futuro medio o lejano, después de que la humanidad sufriera una guerra provocada por un grupo religioso, se desarrolló la tecnología de trasplante de cerebro y soporte vital para hacer más factibles los viajes espaciales. Esto llevó a los humanos a entrar en contacto con formas de vida extraterrestres y a fundar el libre comercio. Free Trade es una de las corporaciones más grandes, si no la más grande, de todo Orion Spur. Pero la humanidad no se detiene ahí, a pesar de que hace mucho tiempo que abandonaron sus cuerpos, todavía conservan la obstinada voluntad de luchar. Como la contratación está abierta al mejor postor, los buscadores luchan en planetas similares a la Tierra con ricos depósitos de oro, mientras reciben suministros de empresas como Alchiral o Free Trade. 

## Recepción
El sistema de control de la versión sin terminar del juego fue descrito como "demasiado complicado para ser considerado entretenido" en 2007. Otros describieron el juego como algo que requiere paciencia, y pide a los jugadores "tomarse su tiempo y experimentar". El juego ha sido comparado con otros juegos del género, como GunBound  y Worms. Las críticas positivas elogian la física detallada, así como la jugabilidad caótica.
Cortex Command fue el Juego del Mes de Indie Games en abril de 2008.
Cortex Command ganó el Premio del Público y el premio a la Excelencia Técnica en el Festival de Juegos Independientes de 2009.